# Maria Franziska von Trapp
Maria Franziska von Trapp, nata Maria Agatha Franziska Gobertina von Trapp (Zell am See, 28 settembre 1914 – Stowe, 18 febbraio 2014), è stata una cantante e missionaria austriaca naturalizzata statunitense.
Seconda delle figlie femmine di Georg von Trapp e Agathe Whitehead von Trapp, fu un membro dei Trapp Family Singers, la cui vita ha dato l'ispirazione per la composizione del musical The Sound of Music e della successiva trasposizione cinematografica. Venne rappresentata nel personaggio "Louisa".

## Biografia
Maria Franziska von Trapp Crebbe a Zell am See con i suoi fratelli: Rupert von Trapp (1911-1992) Agathe von Trapp (1913-2010), Werner von Trapp (1915-2007) e Hedwig von Trapp (1917-1972) e Johanna von Trapp (1919-1994). La sua ultima sorella Martina von Trapp (1921-1951) nacque a Klosterneuburg (Austria). Maria Franziska, i suoi sei fratelli, il padre e la matrigna, Maria Augusta Trapp, costituirono il gruppo canoro Trapp Family Singers, che ispirò nel 1959 il musical di Broadway, ed il film musicale del 1965, The Sound of Music.
I von Trapps lasciarono l'Austria dopo l'Anschluss, dopo aver rifiutato di cantare alla festa per il compleanno di Adolf Hitler, ed il rifiuto, da parte di Georg von Trapp, di accettare un incarico nella Marina militare tedesca. Essi si trasferirono negli Stati Uniti nel 1938, stabilendosi nel Vermont nel 1942. Il gruppo girò per tutti gli Stati Uniti fino al 1956. Maria Franziska cantò come soprano nel coro assieme alla sorella Martina von Trapp. Dopo la morte del padre nel 1947 la famiglia cessò l'attività canora. Divenne allora una missionaria laica ed andò in Papua Nuova Guinea.
Ha successivamente vissuto, fino alla morte avvenuta nel 2014 all'età di 99 anni, nella casa di famiglia a Stowe, Vermont, dove ha ricevuto sepoltura nei 	Trapp Family Lodge Grounds. Rosemarie von Trapp (nata 1929), Eleonore von Trapp (nata 1931), e Johannes von Trapp (nato 1939) sono i suoi fratellastri. Dal 22 al 27 luglio 2008 visitò i luoghi della sua infanzia a Salisburgo/Aigen ed il luogo in cui nacque a Zell-am-See. La accompagnarono il suo fratellastro Johannes e sua cognata Erika (vedova di Werner).  Durante la visita, i tre incontrarono Ernst Florian Winter, il marito della sorella Johanna von Trapp (1919-1994).